# 琼·马什
琼·马什（英語：Jean Marsh，1934年7月1日—2025年4月13日），英国女演员。曾获得黄金时段艾美奖戏剧类电视系列剧最佳女主角。
她在2025年4月13日逝世，享年90歲。